# Everything but the Girl
Everything but the Girl (a veces EBTG) es un dúo inglés formado en la ciudad de Hull en el año 1982, compuesto por su cantante principal y en ocasiones guitarrista Tracey Thorn y el guitarrista, teclista y vocalista Ben Watt. Ambos son pareja pero siempre han sido muy reservados en cuanto a su relación y vida personal por lo que durante mucho tiempo escondieron su relación y su matrimonio.
Durante su vida artística, el dúo ha recibido ocho discos de oro y dos de platino en Reino Unido y un disco de oro en Estados Unidos, así como 4 singles en el Top 10 y 12 en el Top 40 de Reino Unido. Han sido nominados a premios entre los que destacan los MTV EMA (European Music Awards),Billboard, Brit e Ivor Novello, entre otros. Luego de una serie de éxitos esporádicos desde su origen, fue su álbum Amplified Heart el que les abrió las puertas internacionales en 1994, especialmente por los exitosos singles «Missing» y «Wrong». Los frutos de su carrera suman un total de once álbumes oficiales, ocho compilaciones, cinco EP y más de 30 singles.

## Biografía

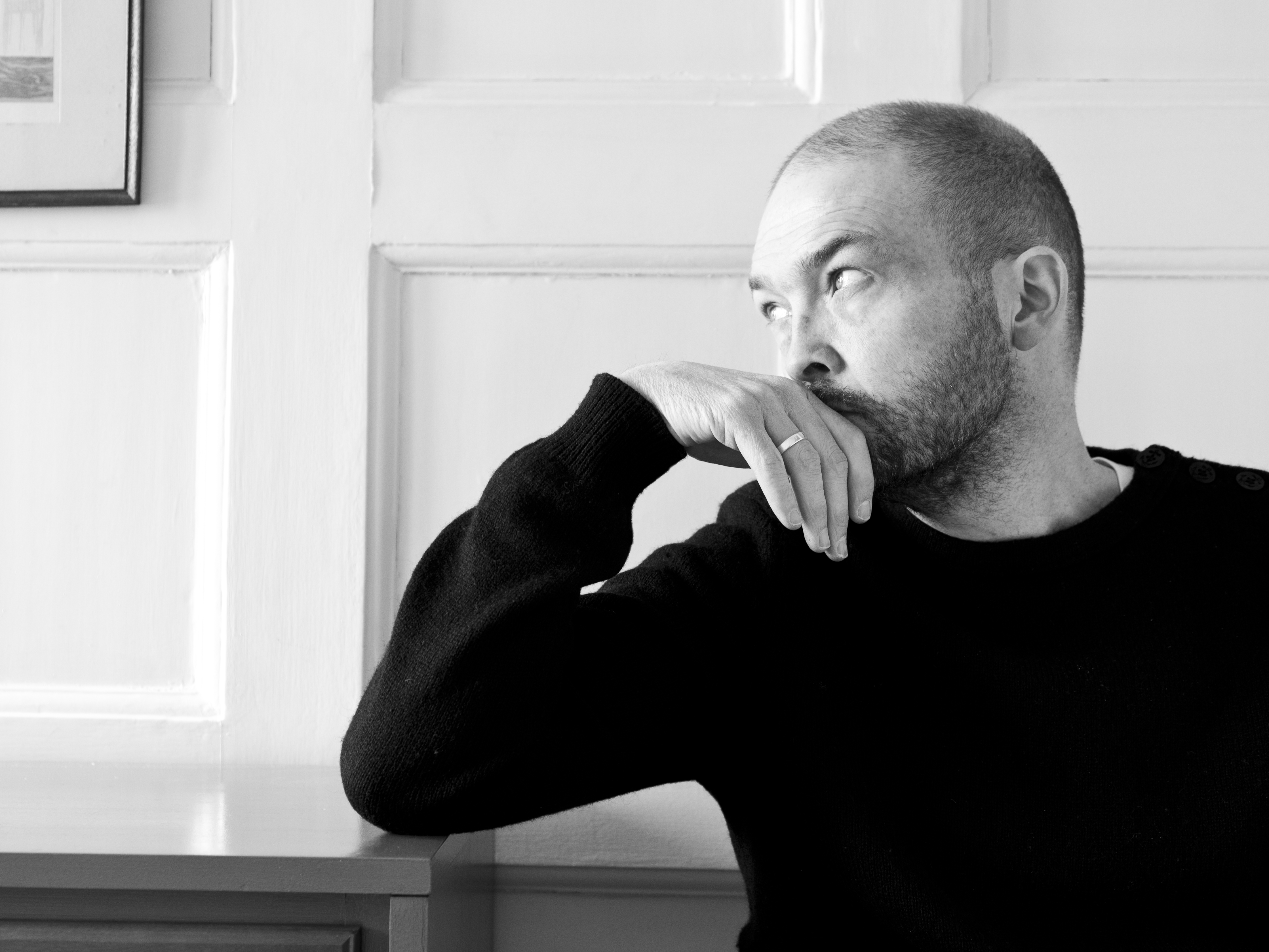
Ben Watt

Integrados inicialmente en el género denominado sophisti-pop presente en la década de 1980, junto a grupos y solistas como Sting, Swing Out Sister, Chris Rea o Prefab Sprout, Everything but the Girl alcanzaron notorio éxito comercial a mediados de la década siguiente fusionando el pop y la música electrónica. Tracey Thorn y Ben Watt, quienes ya contaban con una carrera en solitario cada uno, formaron el dúo en 1982 creando álbumes que unían elementos del jazz y el folk-pop. En 1984 publicaron su álbum debut, Eden, al que siguieron subsiguientes obras como el homónimo Everything but the Girl (1984), Love Not Money (1985) o Baby the Stars Shine Bright (1986). En 1988 con el álbum Idlewild alcanzaron el número 3 en las listas de ventas británicas con la canción «I Don't Want to Talk About It».
En 1994 una remezcla en estilo de música house de la canción «Missing», creada por Todd Terry, se convirtió inesperadamente en un éxito internacional. Ello llevó al dúo a incorporar sonidos propios del deep house, el trip hop y el drum and bass en sus siguientes álbumes, Walking Wounded (1996) y Temperamental (1999), dos de sus álbumes más exitoso y aclamados por la crítica. Sin embargo Horn y Watt decidieron retirarse como grupo volcándose nuevamente en sus carreras en solitario. Además de contraer matrimonio ambos escribieron libros sobre sus experiencias vitales. 
En 2023, tras un paréntesis de más de 24 años, publicaron un nuevo álbum titulado Fuse que obtuvo buenas referencias entre la crítica especializada.

## Discografía

### Álbumes de estudio
| Año  | Álbum                          | UK | U.S. |
| ---- | ------------------------------ | -- | ---- |
| 1984 | Eden                           | 14 | -    |
| 1984 | Everything but the Girl        | 14 | -    |
| 1985 | Love Not Money                 | 10 | -    |
| 1986 | Baby the Stars Shine Bright    | 22 | -    |
| 1988 | Idlewild                       | 13 | -    |
| 1990 | The Language of Life           | 10 | 77   |
| 1991 | Worldwide                      | 29 | -    |
| 1992 | Acoustic                       | -  | -    |
| 1994 | Amplified Heart                | 20 | 46   |
| 1996 | Walking Wounded                | 4  | 37   |
| 1999 | Temperamental                  | 16 | 65   |
| 2002 | Like The Deserts Miss The Rain | -  | -    |
| 2023 | Fuse                           | -  | -    |